# 张氏鲈鲤
张氏鲈鲤（学名：Percocypris tchangi）一种分布于中国澜沧江流域和越南北部红河流域的淡水鱼，隶属于鲤科鲈鲤属，种加词取自中国著名鱼类学家张春霖的姓氏。
鲈鲤属物种分类之前存在较大争议，本种曾被视为后背鲈鲤（Percocypris pingi retrodorslis）的同物异名。2013年，中国科学院昆明动物研究所的研究人员杨君兴、王茉、陈小勇结合分子系统学和形态学分析结果，重新修订了鲈鲤属的分类体系，将本种与后背鲈鲤视为有效的独立物种。